# Famille de Bonald
Pour les articles homonymes, voir Familles de Bonald.
La famille de Bonald est une famille française de robe, noble d'ancienne extraction sur preuves de 1497, originaire de Millau dans le Rouergue, aujourd'hui subsistante.
Elle a occupé pendant sept générations la charge de juge-bailli de Millau. Elle compte parmi ses membres l'homme de lettres et philosophe Louis de Bonald, théoricien de la contre-révolution, ministre d'État en 1822, baron-pair de France en 1824, membre de l'Académie Française en 1830, et Maurice de Bonald, cardinal-archevêque de Lyon en 1839.

## Histoire
Gustave Chaix d'Est-Ange écrit que le premier membre connu de la famille de Bonald est Antoine de Bonald, seigneur de Concourès. Il est présumé être le père de Jean de Bonald, lieutenant de bailli de la baronnie de Calmont d'Olt en 1497 et 1498 et qui  fit son testament le 4 mars 1512. Ce personnage est appelé dans plusieurs actes noble Jean de Bonald, seigneur de Concoures.
La famille de Bonald obtint une maintenu de noblesse le 28 janvier 1698 sur preuves remontant à 1497 par jugement de M. Sanson, intendant de Montauban.

## Personnalités
La famille de Bonald est illustrée par:
- Jean de Bonald, maître des requêtes en 1537 de l'Hôtel du roi et de la reine de Navarre, puis gouverneur la même année du comté de Rodez[2]. Juge et bailli de Millau en 1542, président des enquêtes au parlement de Toulouse en 1543.
- Étienne de Bonald (1574-1657), juge-bailli de Millau et Roquefort, conseiller au parlement de Toulouse. Il embrasse le calvinisme.
- Pierre de Bonald (1599-1676), docteur ès droit, conseiller d'État.
- Honoré de Bonald (1630-1711), juge-bailli de Millau, maire de Millau.
- François-Joseph de Bonald (1698-1734), présenté à l'ordre de Saint-Jean de Jérusalem en 1716[3], capitaine au régiment de Condé-infanterie, décédé en 1734 des suites de ses blessures reçues lors la bataille de Parme.

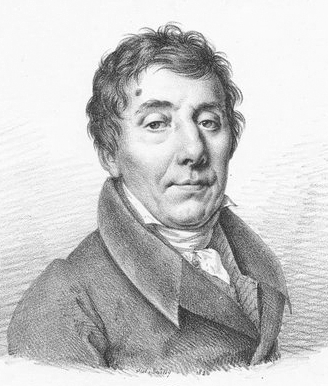
Louis de Bonald (1754-1840)

- Louis de Bonald (1754-1840), dit le vicomte de Bonald, « un des plus illustres écrivains de son temps » écrit Gustave Chaix d'Est-Ange[1], auteur de la Théorie du pouvoir politique et religieux  et de La Législation primitive considérée par la raison[4]. Député de l'Aveyron en 1815, ministre d'État et membre du Conseil privé en 1822. Créé Pair de France héréditaire en 1823, baron-pair en 1824. Membre de l'Académie française en 1830.
- Victor de Bonald (1780-1871), inspecteur puis recteur de l'Académie de Montpellier.
- Maurice de Bonald (le cardinal de Bonald) (1787-1870), aumônier de Monsieur (1821), évêque du Puy (1823), archevêque de Lyon (1839) puis cardinal la même année. sénateur de l'Empire[5].
- Victor de Bonald (1814-1897), maire de Montpellier (1851), conseiller général puis député de l'Aveyron (1871-1876).
- Joseph-Ambroise de Bonald (1859), auteur en 1902 de l'ouvrage Documents généalogiques sur des familles du Rouergue.

## Possessions
- Château du Monna, à Millau, reconstruit en 1669 par Honoré de Bonald, lieu de naissance de Louis de Bonald.
- Château de Miremont, achetée par Étienne de Bonald, à la famille de La Tour.
- Vicomté de la Rode, achetée vers 1650 à la famille de Roquefeuil par Jacques de Bonald, seigneur de Jonquières et de la Tour-de-Marnhagues, capitaine au régiment de Saligny, marié en 1652 à Marie de Rességuier[6].
- Hôtel de Bonald, au Vigan, où ont séjourné Louis de Bonald puis son fils.

## Alliances
Ses principales alliances ont été contractées avec les familles Vigouroux (plus tard Vigouroux d'Arvieu), d'Humières olim Olmières, Hébrard de Saint-Félix, Duranti, de Tauriac (1561), de Gualy (1598), de Rességuier, de Mostuéjouls, de Morlhon-Laumière, d'Alichoux, de Pélamourgue du Poujet, de Brunenc de Cornilhade (1640), d'Izarn de Feissinet, de Guibal de Combescure (1778), d'Arnal de Serres (1805), Mazade d'Avèze (1812) de Barbeyrac de Saint-Maurice (1840), de Saunhac (1853), Maynier de la Salle (1853), Le Harivel du Rocher (1879), de Banne d'Avéjan (1885), de Carayon-Talpayrac (1885), de Bovis (1885), de la Forest-Divonne (1891), de Saunhac (1853), de Lastic-Vigouroux (1930).

## Armes, blasons, devises, titres
Écartelé aux 1 et 4 d'azur à une aigle éployée d'or, aux 2 et 3 d'or à un griffon de gueules.

### Titres de noblesse
- Pair de France héréditaire par ordonnance du 23 décembre 1823[1].
- Confirmé baron-pair héréditaire sur majorat de pairie par lettres patentes du 14 avril 1824[1].
- Confirmé baron héréditaire par arrêté ministériel du 10 juillet 1899[1].